# Какуаки
Какуаки (фр. les cacouacs, от греч. κακός — «дурной» и франц. устар. couac) — прозвище, данное энциклопедистам XVIII века их врагами.
Все началось с двух злостных памфлетов Ж. Н. Моро (1757):
- «Воспоминания о какуаках» (Mémoires sur les Cacouacs) и
- «Дополнение к истории какуаков» (Nouveau Mémoire pour servir à l’histoire des Cacouacs)

Прозвище было подхвачено аббатом Сен-Сиром в его «Catéchisme et décisions des cas de conscience à l’usage des Cacouacs, avec un discours du patriarche des Cacouacs pour la réception d’un nouveau disciple» (Cacopolis, 1768).
Сами энциклопедисты приняли это название; например, Вольтер, 25 марта 1758 писал д’Аламберу: «Всем какуакам должно бы составить одну стаю, но они разъединяются, и волк их съедает».